# 이영일 (1939년)
이영일(李榮一, 1939년 11월 17일~)은 대한민국의 정치인이다. 제11·12·15대 국회의원을 지냈다. 본관은 함평. 아명은 이철행(李哲行).

## 학생운동
1960년 서울대학교 문리과대학 정치학과 3학년 당시 4.19 혁명으로 학생운동을 벌였으며, 1961년 민족통일전국학생연맹을 결성 선전위원장을 지냈다.
1965년 민족통일전국학생연맹을 결성 선전위원장으로서 남북학생회담을 제안한 사건과 관련, 5.16 군사혁명 재판에서 7년 징역형을 선고받았지만, 이듬해 4.19 혁명유공자로 형면제 출감하였다.
1966년 한독당 내란음모사건으로 구형공판에서 7년형을 구형받았지만, 5월 10일에 무죄 판결을 받았다.

## 학력
- 1948년 해보초등학교 전학
- 1950년 광주중앙초등학교 전학
- 1952년 광주서석초등학교 졸업
- 1955년 광주서중학교 졸업
- 1958년 광주제일고등학교 졸업
- 1964년 서울대학교 문리대 정치학과 학사
- 1975년 동국대학교 행정대학원 행정학 석사 수료

### 비학위 수료
- 1966년 성균관대학교 사회과학연구소 연구원
- 1972년 서울대학교 행정대학원 발전정책연구과정(ACAD) 1기 수료

## 역대 선거 결과
|  | 35.6% |

|  | 28.21% |

|  | 10.56% |

|  | 15.10% |

|  | 0% |

|  | 32.84% |